# Kałanczak
Kałanczak (ukr. Каланчак) – osiedle typu miejskiego (od 1967) w obwodzie chersońskim Ukrainy, siedziba władz rejonu kałanczackiego.

## Historia
Miejscowość leży nad rzeką Kałanczak. Została założona w 1794.
W 1931 roku zaczęto wydawać gazetę.
Od 1941 roku do 1943 roku był pod okupacją hitlerowską. Podczas okupacji w mieście powstał oboz koncentracyjny dla ludności cywilnej
W 1989 liczyło 11 302 mieszkańców.